# Место битке код Петроварадина 1716. године
Место битке код Петроварадина 1716. године, која се водила између аустријске и турске војске, је обележено 1902. године спомеником и представља знаменито место од изузетног значаја.

## Историја
Битка се десила 5. августа 1716. године, када су Турци поражени и принуђени на повлачење, а сам Дамад Али-паша смртно је рањен. Аустријска војска запленила је велику количину оружја и ратне опреме. Еуген Савојски, чувени војсковођа и још вештији дипломата, пореклом Француз, истакао се у ратовима против Турске, најпре код Петроварадина 1716. године, а затим приликом освајања Београда 1717. године, после чега је склопљен Пожаревачки мир. Значај Петроварадинске битке утолико је већи што су после ње Турци, за сва времена, потиснути јужно од Саве и Дунава.

## Опис споменика
На врху Везирац између Петроварадина, Буковца и Сремских Карловаца постављен је 1902. године споменик израђен од белог кречњака, висине 650 cm, посвећен великој победи Еугена Савојског. Са четвртастог постоља споменика уздиже се главни постамент ваљкастог облика, који се постепено сужава и на коме стоји крст. На првом, ваљкастом делу налази се уклесани текст на латинском језику. На дну крста се налазио полумесец чији су крајеви сада поломљени. Постамент и крст су украшени различитим украсним профилацијама и флоралном орнаментиком.
Санација и рестаурација споменика извршена је 2006. године.